# Уфимская агломерация
Уфи́мская агломера́ция — крупнейшая городская агломерация в Республике Башкортостан, располагающаяся в центральной части региона.
Ядром является город-миллионер Уфа, вокруг которого расположены г. Благовещенск, районы — Уфимский, Благовещенский, Чишминский, Иглинский, Кармаскалинский, Кушнаренковский. Население агломерации с 2010 по 2021 год увеличилось с 1 383 817 до 1 479 118 человек. В центре агломерации Уфе, по данным на 1 октября 2021 года, проживало 1 144 809 человек.

## Состав
Город Уфа наряду с Уфимским, Благовещенским, Иглинским, Кармаскалинским, Кушнаренковским, Уфимским и Чишминским районами образует крупнейшую в Республике Башкортостан Уфимскую агломерацию численностью населения почти в 1,5 млн человек. В перспективе планируется, что численность населения агломерации составит около 40 % всего населения Республики Башкортостан. По данным Всероссийской переписи населения за 2010 и 2021 годы:
| Название                                  | Население чел. на 2010 г. | Население чел. на 2021 г. |
| ----------------------------------------- | ------------------------- | ------------------------- |
| город Уфа                                 | 1 071 600                 | 1 144 809                 |
| Кушнаренковский район                     | 27 491                    | 27 210                    |
| город Благовещенск и Благовещенский район | 49 736                    | 49 596                    |
| Чишминский район                          | 52 344                    | 51 295                    |
| Уфимский район                            | 67 067                    | 111 237                   |
| Иглинский район                           | 49 675                    | 69 594                    |
| Кармаскалинский район                     | 51 504                    | 52 715                    |
| Итого                                     | 1 383 817                 | 1 479 118                 |

## Экономика
Действуют около 250 крупных и средних промышленных предприятий. Основу экономики составляют топливно-энергетический и машиностроительный комплексы. В Уфе расположен один из самых современных и крупнейших в России нефтеперерабатывающих и нефтехимических комплексов. Глубина переработки нефти составляет более 80 %, что примерно выше на 10 % в среднем по стране. И общая мощность переработки нефти 24,6 млн т в год.
В городе Уфе расположен развитый нефтеперерабатывающий комплекс, здесь сосредоточено свыше 150 крупных и средних промышленных предприятий: ПАО АНК «Башнефть» (включая филиалы), ООО «Башкирэнерго», ООО «БашРТС», ООО «БГК», ПАО «ОДК-УМПО», ОАО «Уфаоргсинтез», ОАО «Уфимкабель», Уфимский завод микроэлектроники «Магнетрон», ОАО «Уфимский завод «Промсвязь»», НПП «Полигон», «Уфимский завод цветных металлов» и другие. В городе Благовещенске расположены такие крупные предприятия как ОАО «Благовещенский арматурный завод» и ОАО «ПОЛИЭФ».

## Перспективы
Уфимская агломерация и Стерлитамакская агломерация в ходе своего перспективного развития могут рассматриваться как единая линейная агломерация с перспективой дальнейшего распространения в северном и северо-западном направлениях и усиления экономических потенциалов прилегающих к ним территорий.